# Lívia Mossóczy
Lívia Mossóczy – auch Olívia Mossóczy – (* 9. Mai 1936 in Budapest; † 18. August 2017) war eine ungarische Tischtennisspielerin. Sie wurde in den 1950er Jahren Europameister mit der Mannschaft und Weltmeister im Doppel.

## Werdegang
1955 gewann Lívia Mossóczy bei der Jugend-Europameisterschaft den Titel im Mädchen-Einzel.
Bei den Nationalen ungarischen Meisterschaften holte sie 1957 und 1959 den Titel im Doppel mit Éva Kóczián. 1967 wurde sie mit dem Verein Ferencvárosi Torna Club ungarischer Mannschaftsmeister.
Zweimal nahm sie an Weltmeisterschaften teil. Mit der ungarischen Damenmannschaft wurde sie 1957 und 1959 Vierter. 1957 gewann sie mit Agnes Simon die Goldmedaille im Doppel. Auf der 1958 erstmals durchgeführten Europameisterschaft für Erwachsene war sie vertreten. Hier erreichte sie mit Éva Kóczián das Endspiel, welches sie gegen die Rumäninnen Angelica Rozeanu/Ella Zeller verloren. Im Einzel und im Mixed mit Elemér Gyetvai kam Mossóczy ins Halbfinale. Bei der nächsten EM 1960 wurde sie mit der ungarischen Damenmannschaft Europameister.
In der ITTF-Weltrangliste belegte sie 1957 Platz 10.

## Privat
Lívia Mossóczy ist verheiratet und heißt seitdem mit Familiennamen Banhegyi.

## Turnierergebnisse
| Verband | Veranstaltung                         | Jahr | Ort            | Land | Einzel        | Doppel        | Mixed      | Team |
| ------- | ------------------------------------- | ---- | -------------- | ---- | ------------- | ------------- | ---------- | ---- |
| HUN     | Europameisterschaft                   | 1960 | Zagreb         | YUG  |               | Viertelfinale |            | 1    |
| HUN     | Europameisterschaft                   | 1958 | Budapest       | HUN  | Halbfinale    | Silber        | Halbfinale |      |
| HUN     | Jugend-Europameisterschaft (Junioren) | 1955 | Ruit-Stuttgart | FRG  | Gold          |               |            |      |
| HUN     | Weltmeisterschaft                     | 1959 | Dortmund       | FRG  | letzte 32     | letzte 16     | letzte 16  | 4    |
| HUN     | Weltmeisterschaft                     | 1957 | Stockholm      | SWE  | Viertelfinale | Gold          | letzte 16  | 4    |